# Mouvement des non-alignés
Pour les articles homonymes, voir NAM.
Le mouvement des non-alignés (ou plus rarement mouvement des pays non alignés) est une organisation internationale regroupant 120 États en 2012, qui se définissent comme n'étant alignés ni avec ni contre aucune grande puissance mondiale (17 États et 9 organisations internationales y ont en plus le statut d'observateur). En effet ce mouvement, né durant la guerre froide, visait à regrouper les États qui ne se considéraient comme alignés ni sur le bloc de l'Est ni sur le bloc de l'Ouest.
Le but de l'organisation défini dans la « déclaration de La Havane » de 1979 est d'assurer « l'indépendance nationale, la souveraineté, l'intégrité territoriale et la sécurité des pays non alignés dans leur lutte contre l'impérialisme, le colonialisme, le néocolonialisme, la ségrégation, le racisme, et toute forme d'agression étrangère, d'occupation, de domination, d'interférence ou d'hégémonie de la part de grandes puissances ou de blocs politiques » et de promouvoir la solidarité entre les peuples du tiers monde. L'organisation, dont le siège est à Lusaka en Zambie, regroupe près des deux tiers des membres des Nations unies et 55 % de la population mondiale.
Le mouvement des non-alignés comprend plusieurs membres assez importants à l'échelle mondiale, comme l'Indonésie, l'Inde, l'Afrique du Sud, l'Iran, ainsi qu'autrefois la Yougoslavie. Le Brésil n'a jamais été un membre officiel du mouvement, mais il partage plusieurs de ses vues et envoie régulièrement des observateurs à ses sommets. La république populaire de Chine fait également partie des pays observateurs.

## Origines
La déclaration de Brioni du 19 juillet 1956, proposée par Gamal Abdel Nasser, Josip Broz Tito, Soekarno et Jawaharlal Nehru, marque l'origine du mouvement, qui vise alors, dans le contexte de la guerre froide, à se protéger de l'influence des États-Unis et de l'URSS qui cherchaient à rallier le monde à leur cause (idée de bipolarisation : les deux grands qui gouvernent le monde).
Le terme de « non-alignement » a été inventé par le Premier ministre indien Nehru lors d'un discours en 1954 dans la ville indienne de Colombo. Dans ce discours, Nehru a décrit les cinq piliers à utiliser pour les relations sino-indiennes, qui ont été pour la première fois mises en avant par le Premier ministre chinois Zhou Enlai. Appelés Panchsheel (les « cinq principes »), ces principes servent plus tard de base au mouvement des non-alignés.
On peut considérer que la conférence de Bandung, tenue en 1955 dans la ville indonésienne de Bandung dans l'Ouest de l'île de Java, qui avait réuni une trentaine de pays d'Afrique et d'Asie, est une étape importante vers la constitution du mouvement des non-alignés.

## Industrialisation
Le "Mouvement des non-alignés" a aussi pour objectif de promouvoir une industrialisation moins dépendante des technologies et des stratégies du Bloc de l'Est, ce dernier s'opposant à plusieurs grands projets industriels de pays qui vont à ce sujet s'opposer à Moscou.
La Roumanie est l'un des premiers à se lancer dans cette voie dès 1958, de manière symbolique et très suivie par les milieux industriels, par le biais d'un projet de site sidérurgique géant, le combinat de Galati, qui sera ensuite érigé à partir du début des années 1960 avec des techniciens et de la technologie étrangère, avec en particulier un laminoir automatisé par le Français Jeumont-Schneider. Le site emploiera la décennie suivante, avec ses hauts fourneaux, 40000 personnes, et facilitant l'approvisionnement du Chantier naval de Galați mais allant à l'encontre des souhaits de l'Union soviétique, où Nikita Khrouchtchev, soutenu par la Tchécoslovaquie et l'Allemagne de l'Est, plus industrialisées, souhaitait que la partie sud du Comecon privilégie des économies plus agraires. La réticence des Soviétiques contribua à l'ouverture de la Roumanie vers l'Occident. Les Roumains tiennent à ce projet précis, fidèle au programme d'industrialisation du pays formulé en 1948, alors que Khrouchtchev veut plus de production agricole, dans un pays qui a de grandes cultures céréalières depuis le XIXe siècle.

## Évolution

Le monde en 1980, polarisé entre les deux superpuissances. Les États non partisans sont les non-alignés.

Alors que l'organisation avait à l'origine pour but d'être aussi solide et unie que l'Organisation du traité de l'Atlantique nord (OTAN) ou le Pacte de Varsovie, elle a dans les faits peu de cohésion, et plusieurs de ses membres ont été à un moment ou à un autre étroitement liés avec une grande puissance. Par exemple, Cuba était très proche de l'URSS lors de la guerre froide. L'Inde s'est aussi rapprochée de l'URSS durant quelques années pour combattre la Chine. Le mouvement a également fait face à des dissensions internes quand l'URSS a envahi l'Afghanistan en 1979 .
D'un côté les États clients de l'URSS approuvaient l'invasion de l'Afghanistan, et de l'autre, certains membres (surtout les États à majorité musulmane) la condamnaient.
Lors de la conférence d'Alger (5-9 septembre 1973), le mouvement lance un programme intitulé le « Nouvel ordre économique mondial » (NOEI), qui est adopté par consensus lors de l'Assemblée générale des Nations unies le 1er mai 1974,,. Ce programme propose des mesures concernant les matières premières, le financement du développement, l'industrialisation, les transferts de technologie et le contrôle des firmes multinationales. Cette initiative sera mise en échec par le contexte de crise sévissant alors et l'opposition de fait des pays développés. Dans l'esprit du NOEI, se développe, à partir de 1973, la coopération arabo-africaine entre deux organisations internationales (l'OUA et la Ligue arabe) qui toutes deux souscrivent aux principes du non-alignement.
Créé dans le contexte de la guerre froide, le mouvement a dû trouver un nouveau souffle à son issue à la suite de l'effondrement de l'Union soviétique. De plus, les États issus de l'éclatement de la Yougoslavie (l'un des membres fondateurs) ont montré peu d'intérêt pour l'organisation depuis la dissolution du pays. Enfin en 2004, Malte et Chypre se sont retirés lors de leur entrée dans l'Union européenne. Néanmoins, l'organisation continue de jouer un rôle important. Elle a par exemple refusé de suivre les instances du consensus de Washington, lequel regroupe le Fonds monétaire international (FMI), l'Organisation mondiale du commerce (OMC) et la Banque mondiale, considérant que ce serait nuisible aux intérêts de ses membres.
Loin de s'estomper, le legs de l'ère de la guerre froide se poursuit. De nouvelles tendances s'inspirent des acquis des luttes de décolonisation. Ainsi, le politologue Aziz Salmone Fall, dans le sillage de Ben Barka, avec son Groupe de recherche et d'initiative pour la libération de l'Afrique (GRILA) prône un renouveau de la Conférence tricontinentale, un développement autocentré aux fondements écosystémiques, et plaide pour un mondialisme polycentrique,ou plus exactement pour le multilatéralisme.
En 2009, bien que non-alignée, l'Inde fait partie des pays fondateurs du groupe des BRIC. Elle y est progressivement rejointe par d'autres pays non-alignés : en 2011 par l'Afrique du Sud au sein des BRICS, puis en 2024 par l'Iran, l'Égypte, l'Éthiopie et les Émirats arabes unis pour former les BRICS+, suivis en 2025 par l’Indonésie.

## États membres
- Afghanistan
- Afrique du Sud
- Algérie
- Angola
- Antigua-et-Barbuda
- Arabie saoudite
- Azerbaïdjan
- Bahamas
- Bahreïn
- Bangladesh
- Barbade
- Biélorussie
- Belize
- Bénin
- Bhoutan
- Bolivie
- Botswana
- Birmanie
- Brunei
- Burkina Faso
- Burundi
- Cambodge
- Cameroun
- Cap-Vert
- République centrafricaine
- Chili
- Colombie
- Comores
- République du Congo
- République démocratique du Congo
- Corée du Nord
- Côte d'Ivoire
- Cuba
- République dominicaine
- Dominique
- Égypte
- Émirats arabes unis
- Équateur
- Érythrée
- Eswatini
- Éthiopie
- Fidji
- Gabon
- Gambie
- Ghana
- Grenade
- Guatemala
- Guinée
- Guinée-Bissau
- Guinée équatoriale
- Guyana
- Haïti
- Honduras
- Inde
- Indonésie
- Irak
- Iran
- Jamaïque
- Kenya
- Koweït
- Laos
- Lesotho
- Liban
- Liberia
- Libye
- Madagascar
- Malaisie
- Malawi
- Maldives
- Mali
- Maurice
- Mauritanie
- Mongolie
- Maroc
- Mozambique
- Namibie
- Népal
- Nicaragua
- Niger
- Nigeria
- Oman
- Ouganda
- Ouzbékistan
- Palestine
- Panama
- Papouasie-Nouvelle-Guinée
- Pérou
- Philippines
- Qatar
- Rwanda
- Saint-Christophe-et-Niévès
- Sainte-Lucie
- Saint-Vincent-et-les-Grenadines
- Sao Tomé-et-Principe
- Sénégal
- Seychelles
- Sierra Leone
- Singapour
- Somalie
- Sri Lanka
- Soudan
- Soudan du Sud
- Suriname
- Syrie
- Tanzanie
- Thaïlande
- Timor oriental
- Togo
- Trinité-et-Tobago
- Tunisie
- Turkménistan
- Vanuatu
- Venezuela
- Vietnam
- Yémen
- Zambie
- Zimbabwe

## Observateurs
- Argentine
- Arménie
- Bosnie-Herzégovine
- Brésil
- Chine (1992)[12]
- Costa Rica
- Croatie
- Kazakhstan
- Kirghizistan
- Mexique
- Monténégro
- Paraguay
- Russie (2021)
- Salvador
- Serbie
- Tadjikistan
- Ukraine
- Uruguay
- Vatican (1970)

## Conférences au sommet
| No     | Date                   | Ville                | Pays           |
| ------ | ---------------------- | -------------------- | -------------- |
| Ire    | 1er - 6 septembre 1961 | Belgrade             | Yougoslavie    |
| IIe    | 5 - 10 octobre 1964    | Le Caire             | Égypte         |
| IIIe   | 8 - 10 septembre 1970  | Lusaka               | Zambie         |
| IVe    | 5 - 9 septembre 1973   | Alger                | Algérie        |
| Ve     | 16 - 19 août 1976      | Colombo              | Sri Lanka      |
| VIe    | 3 - 9 septembre 1979   | La Havane            | Cuba           |
| VIIe   | 7 - 12 mars 1983       | New Delhi            | Inde           |
| VIIIe  | 1er - 6 septembre 1986 | Harare               | Zimbabwe       |
| IXe    | 4 - 7 septembre 1989   | Belgrade             | Yougoslavie    |
| Xe     | 1er - 6 septembre 1992 | Jakarta              | Indonésie      |
| XIe    | 18 - 20 octobre 1995   | Carthagène des Indes | Colombie       |
| XIIe   | 2 - 3 septembre 1998   | Durban               | Afrique du Sud |
| XIIIe  | 20 - 25 février 2003   | Kuala Lumpur         | Malaisie       |
| XIVe   | 11 - 16 septembre 2006 | La Havane            | Cuba           |
| XVe    | 11 - 16 juillet 2009   | Charm el-Cheikh      | Égypte         |
| XVIe   | 26 - 31 août 2012      | Téhéran              | Iran           |
| XVIIe  | 13 - 18 septembre 2016 | Porlamar             | Venezuela      |
| XVIIIe | 25 - 30 octobre 2019   | Bakou                | Azerbaïdjan    |
| XIXe   | 15 - 20 janvier 2024   | Kampala              | Ouganda        |

## Secrétaires généraux
| Nom                        | Pays                  | Début             | Fin               | Parti politique                                  |
| Josip Broz Tito            | Yougoslavie           | 1961              | 1964              | Ligue des communistes de Yougoslavie             |
| Gamal Abdel Nasser         | République arabe unie | 1964              | 1970              | Union socialiste arabe (Égypte)                  |
| Kenneth Kaunda             | Zambie                | 1970              | 1973              | Parti uni de l'indépendance nationale            |
| Houari Boumédienne         | Algérie               | 1973              | 1976              | Conseil de la Révolution                         |
| William Gopallawa          | Sri Lanka             | 1976              | 1978              | Indépendant                                      |
| Junius Richard Jayawardene | Sri Lanka             | 1978              | 1979              | Parti national uni                               |
| Fidel Castro               | Cuba                  | 1979              | 1983              | Parti communiste de Cuba                         |
| Neelam Sanjiva Reddy       | Inde                  | 1983              | 1983              | Janata Party                                     |
| Giani Zail Singh           | Inde                  | 1983              | 1986              | Congrès national indien                          |
| Robert Mugabe              | Zimbabwe              | 1986              | 1989              | ZANU-PF                                          |
| Janez Drnovšek             | Yougoslavie           | 1989              | 1990              | Ligue des communistes de Yougoslavie             |
| Borisav Jović              | Yougoslavie           | 1990              | 1991              | Parti socialiste de Serbie                       |
| Stipe Mesić                | Yougoslavie           | 1991              | 1991              | Union démocratique croate                        |
| Branko Kostić              | Yougoslavie           | 1991              | 1992              | Parti démocratique des socialistes du Monténégro |
| Dobrica Ćosić              | Yougoslavie           | 1992              | 1992              | Indépendant                                      |
| Soeharto                   | Indonésie             | 1992              | 1995              | Golkar                                           |
| Ernesto Samper Pizano      | Colombie              | 1995              | 1998              | Parti libéral colombien                          |
| Andrés Pastrana Arango     | Colombie              | 1998              | 1998              | Parti conservateur colombien                     |
| Nelson Mandela             | Afrique du Sud        | 1998              | 1999              | Congrès national africain                        |
| Thabo Mbeki                | Afrique du Sud        | 1999              | 2003              | Congrès national africain                        |
| Mahathir Mohamad           | Malaisie              | 2003              | 2003              | Organisation nationale des Malais unis           |
| Abdullah Ahmad Badawi      | Malaisie              | 2003              | 2006              | Organisation nationale des Malais unis           |
| Fidel Castro               | Cuba                  | 2006              | 2008              | Parti communiste de Cuba                         |
| Raúl Castro                | Cuba                  | 2008              | 2009              | Parti communiste de Cuba                         |
| Hosni Moubarak             | Égypte                | 14 juillet 2009   | 11 février 2011   | Parti national démocratique (Égypte)             |
| Mohamed Hussein Tantawi    | Égypte                | 11 février 2011   | 30 juin 2012      | Indépendant                                      |
| Mohamed Morsi              | Égypte                | 30 juin 2012      | 30 août 2012      | Parti de la liberté et de la justice (Égypte)    |
| Mahmoud Ahmadinejad        | Iran                  | 30 août 2012      | 3 août 2013       | Société islamique des ingénieurs                 |
| Hassan Rohani              | Iran                  | 3 août 2013       | 16 septembre 2016 | Parti de la modération et du développement       |
| Nicolás Maduro             | Venezuela             | 17 septembre 2016 | 25 septembre 2019 | Parti socialiste unifié du Venezuela             |
| Ilham Aliyev               | Azerbaïdjan           | 26 septembre 2019 | 19 janvier 2024   | Parti du nouvel Azerbaïdjan                      |
| Yoweri Museveni            | Ouganda               | 19 janvier 2024   | en cours          | Mouvement de résistance nationale                |